# Carcere di Badu 'e Carros
Il carcere di Badu 'e Carros è un istituto penitenziario di massima sicurezza situato a Nuoro, in Sardegna. 

## Storia
Costruito nel 1967 e aperto nel 1970, si trova nella periferia sud del capoluogo barbaricino. Il 4 gennaio 1977, in un progetto definito Circuito dei Camosci, l’istituto venne inserito nella lista di case circondariali che dovevano ospitare i detenuti colpiti dai regimi-circuiti detentivi speciali, dal carcere speciale negli anni settanta fino al 41-bis poi. La quasi totalità dei reclusi è in regime di AS3. Da alcuni anni è stata istituita una sezione destinata ai detenuti AS2 (gestita dal Gruppo operativo mobile della Polizia penitenziaria), negli stessi spazi precedentemente occupati dal regime di 41-bis, ovvero nei locali originariamente destinati all'isolamento. Storicamente sono stati e sono tuttora rinchiusi prigionieri ritenuti particolarmente pericolosi, come terroristi e mafiosi, includendo membri di Cosa nostra, della camorra e della 'Ndrangheta. Al 6 febbraio 2017 ospitava 155 detenuti.
Questo ha fatto sì che spesso si generassero violente tensioni al suo interno, nonché nuove alleanze tra vari membri delle famiglie criminali, tanto anche da contaminare la malavita sarda. Nel 1980 durante una rivolta vengono uccisi Biagio Iaquinta, cosentino, e Francesco Zarrillo, di Caserta. Per il delitto vennero condannati Pasquale Barra, noto come  o' Animale, il boia delle carceri, il genovese Cesare Chiti e il cutoliano Marco Medda. Ma il delitto più noto avvenuto tra queste sbarre risalì al 17 agosto del 1981 quando Francis Turatello, boss della mala milanese, uscendo dalla cella come tutti i giorni per l'ora d'aria, venne circondato nel cortile da un gruppo di killer delle carceri e ucciso a coltellate. A Nuoro morì Luciano Liggio, boss corleonese che a Badu 'e Carros visse i suoi ultimi giorni, prima dell'infarto che lo stroncherà nel 1993.

## Evasioni
Il carcere vanta diversi tentativi di evasione non riusciti, grazie all'alto livello di sicurezza degli edifici e del complesso. Tutto ciò lo avevano reso uno dei carceri più sicuri e temuti d'Italia, anche considerando il contesto geografico-sociale in cui era inserito.
Il 24 febbraio 2023 Marco Raduano (capo degli scissionisti del clan Notarangelo, con 19 anni da scontare per mafia nella sezione di Alta Sicurezza 3) compie la prima evasione, avendo trovato una serie di porte inspiegabilmente aperte ed essendosi calato dal muro esterno con una corda di lenzuola, precedentemente costruita.

## Detenuti famosi
- Graziano Mesina
- Attilio Cubeddu
- Luciano Leggio
- Renato Vallanzasca
- Francis Turatello
- Antonio Iovine
- Pasquale Barra
- Marco Raduano
- Antonio Papalia
- Valerio Morucci
- Pierluigi Concutelli
- Salvatore Buzzi
- Giuseppe Mastini